# Assegonia
Assegonia —también conocida como Aseconia— fue una población romana situada en la actual Santiago de Compostela, concretamente en el área en torno a su catedral.